# Schnapps

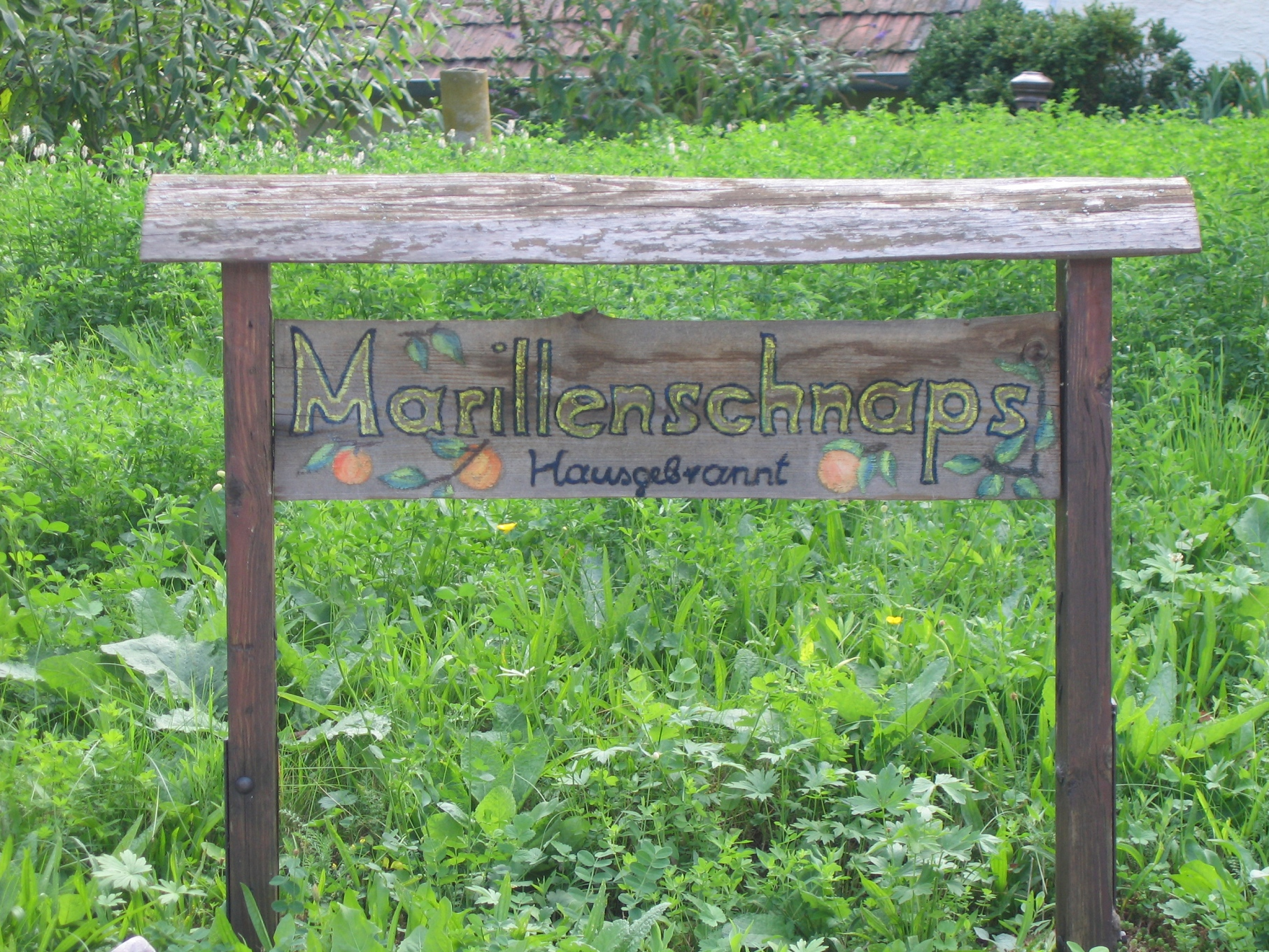
Anuncio que indica que en ese lugar se produce el Schnapps

Schnapps (derivado del alemán: tragar) designa en las regiones germanófonas cualquier tipo de aguardiente especialmente con más de 32° de alcohol y especialmente el producido en Alemania, Austria, Alsacia, Lorena, Suiza,  Dinamarca y Suecia. En Suecia y en Dinamarca se llama snaps.
El término designa normalmente un aguardiente transparente, fermentado y destilado a partir de cereales, raíces o frutos, en particular de manzanas, peras, cerezas, albaricoques, melocotones, ciruelas o de ciruelas mirobolanas. Se hace fermentar el residuo que queda después de extraer el jugo de las frutas. Al schnapps verdadero no se le añade azúcar o aromatizantes.
La tasa de alcohol es cercana a 40%.
Especialmente en América del Norte hay un gran número de bebidas alcohólicas que reciben el nombre genérico de schnapps que no responden a la definición que se ha dado arriba. Por ejemplo no proceden de la fermentación y posterior destilación y a menudo incorporan ingredientes como el azúcar.
- Datos: Q1815494
- Multimedia: Schnapps / Q1815494